# Lagascea palmeri
Lagascea palmeri là một loài thực vật có hoa trong họ Cúc. Loài này được (B.L.Rob.) B.L.Rob. mô tả khoa học đầu tiên năm 1907.